# Boeung Ket Football Club
Boeung Ket Football Club, ou simplesmente Boeung Ket (quemer: បឹងកេត) é um clube de futebol cambojano com sede em Phnom Penh. Disputa atualmente a primeira divisão nacional.

## História
Foi fundado em 2008 com o nome de Boeung Ket Rubber Fields.

## Títulos
- Campeonato Cambojano: 3 (2012, 2016, 2017 e 2020)
- Copa Hun Sen: 1 (2019)